# Guzmania kentii
Guzmania kentii är en gräsväxtart som beskrevs av Hans Edmund Luther. Guzmania kentii ingår i släktet Guzmania och familjen Bromeliaceae. Inga underarter finns listade i Catalogue of Life.